# Gemeindefreies Gebiet Forstwald

Lage im Landkreis Miltenberg

Das Gemeindefreie Gebiet Forstwald ist ein 4,11 km² großes gemeindefreies Gebiet im Landkreis Miltenberg im bayerischen Spessart. Das Gebiet ist fast vollständig (zu 98,6 Prozent) bewaldet; die restlichen Flächen sind Waldwege oder Gewässer.

## Geographie

### Lage
Der Forstwald liegt zwischen Elsenfeld und Erlenbach am Main. Die höchste Erhebung ist der Berg Platte mit 237 m ü. NN.

### Nachbargemeinden
|  | Markt Elsenfeld                             |
|  | Kompassrose, die auf Nachbargemeinden zeigt |
|  | Stadt Erlenbach am Main                     |

## Geschichte

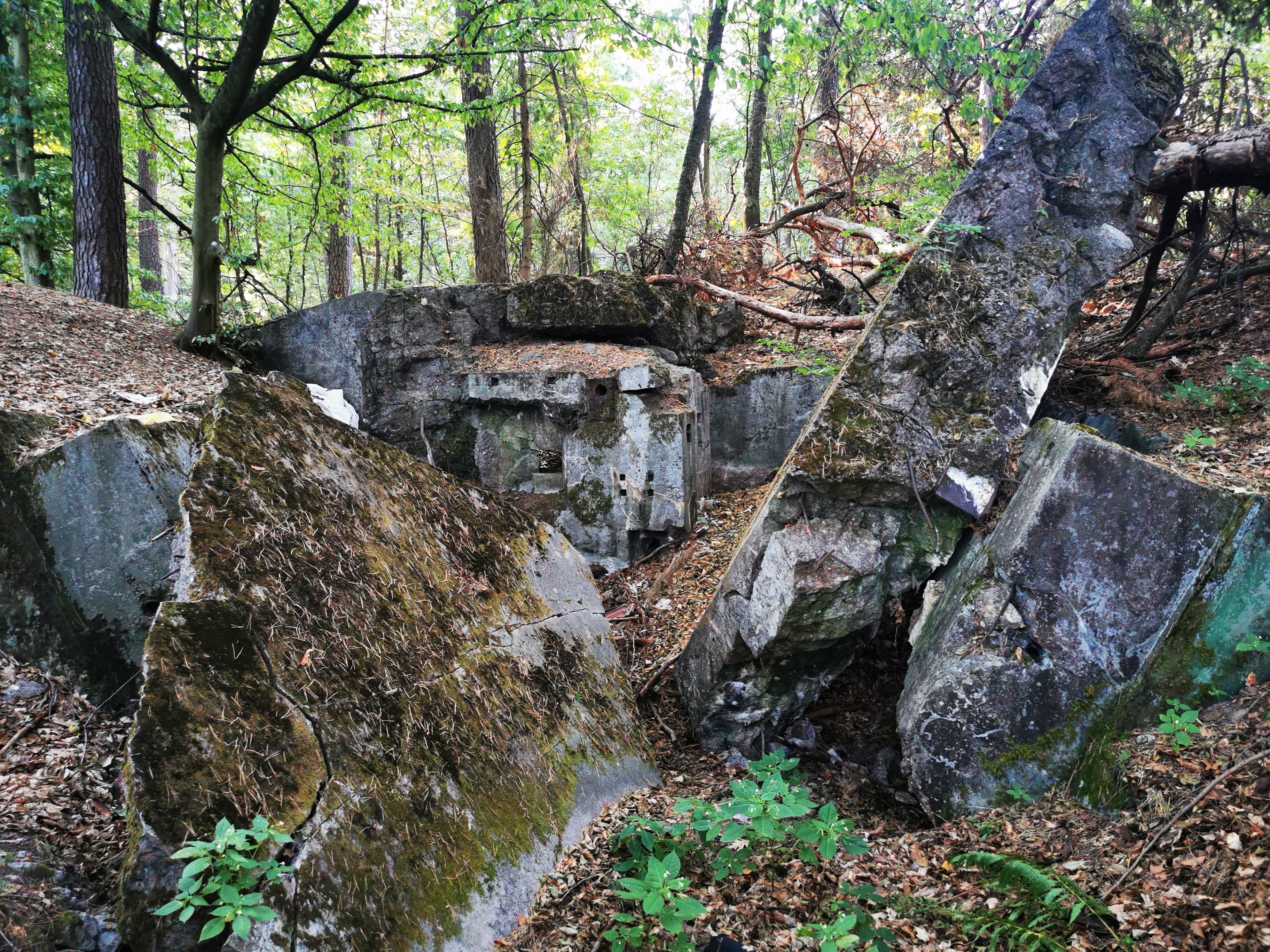
Gesprengter MG-Bunker der Wetterau-Main-Tauber-Stellung mit der Nummer 304

Zwischen 1936 und 1937 wurde der Bunkergürtel der Wetterau-Main-Tauber-Stellung errichtet um das Deutsche Reich vor einem schnellen Angriff von Westen zu schützen, der zur Abspaltung der südlichen Hälfte Deutschlands hätte führen können. Diese Verteidigungslinie verlief auch am Rande des Forstwaldes. Alle Bunkeranlagen waren durchnummeriert. Man kann noch die Ruinen der gesprengten MG-Bunker mit den Nummern 301 (zu Fledermausquartier umgebaut), 304 und 305 erkennen.